# Aleksandr Dedyushko
Aleksandr Viktorovich Dedyushko (em bielorrusso:  Аляксандр Дзядзюшка,Аляксандар Дзядзюшка; em russo:  Александр Викторович Дедюшко; Província de Hrodna, 20 de maio de 1962 – Oblast de Vladímir, 3 de novembro de 2007) foi um popular ator, cantor e apresentador de televisão russo, conhecido por participar da versão russa do programa Dança Comigo (Dancing with the Stars).
Aleksandr Dedyushko morreu juntamente com sua esposa e filho em um acidente de carro, em 3 de novembro de 2007, em Petushki, Oblast de Vladímir, na Rússia. O seu carro aparentemente derrapou na estrada coberta de gelo.